# 立方根

的图像

如果一個數{\displaystyle x}的立方等於{\displaystyle a}，那麼這個數{\displaystyle x}就是{\displaystyle a}的立方根，其中{\displaystyle a}稱為被開方數，而{\displaystyle x}可以是正數、0、負數或虚数。例如3的立方為27，那麼這個數3就是27的一个立方根（在实数范围内）。若{\displaystyle x}是正實數，這個乘積相當於一個邊長為{\displaystyle x}的立方体的体積。

## 符號
在实数系中，实数{\displaystyle a}的立方根通常用{\displaystyle {\sqrt[{3}]{a}}}表示，可读作「{\displaystyle a}的立方根」，「立方根{\displaystyle a}」或「根號{\displaystyle a}開三次方」。
值得注意的是，实数{\displaystyle a}的立方根在複數系中可能有1个或者3个，但在实数系中有且仅有1个。即在实数系中，实数{\displaystyle a}的立方根唯一确定。習慣上，三次根号{\displaystyle {\sqrt[{3}]{a}}}僅用来表示實數解。例如：{\displaystyle {\sqrt[{3}]{1}}}仅表示实数1，而不表示複數{\displaystyle {\frac {-1+{\sqrt {3}}i}{2}}}，与{\displaystyle {\frac {-1-{\sqrt {3}}i}{2}}}。

## 1的立方根
即解{\displaystyle x^{3}=1}，解法如下：
{\displaystyle \Rightarrow x^{3}-1=0}
{\displaystyle \Rightarrow (x-1)(x^{2}+x+1)=0}（立方差）
{\displaystyle \Rightarrow x-1=0}或{\displaystyle x^{2}+x+1=0}
{\displaystyle \Rightarrow x=1}或{\displaystyle x={\frac {-1\pm {\sqrt {3}}i}{2}}}（公式解）
令{\displaystyle \omega ={\frac {-1+{\sqrt {3}}i}{2}}}，則{\displaystyle \omega ^{2}={\frac {-1-{\sqrt {3}}i}{2}}}；反之，令{\displaystyle \omega ={\frac {-1-{\sqrt {3}}i}{2}}}，則{\displaystyle \omega ^{2}={\frac {-1+{\sqrt {3}}i}{2}}}。由以上的式子可看出{\displaystyle \omega }的特性有：
- {\displaystyle {{{{\omega }^{2}}+{\omega }}+{1}}=0}
- {\displaystyle {{\omega }^{3}}=1}（將{\displaystyle \omega }代回{\displaystyle x^{3}=1}求得）

故{\displaystyle \omega }可代表{\displaystyle {\frac {-1\pm {\sqrt {3}}i}{2}}}中的任何一數，即{\displaystyle \omega }為1的立方虛根。

## 數值方法
- 牛頓法：{\displaystyle x_{i+1}={\frac {1}{3}}\left({\frac {a}{x_{i}^{2}}}+2x_{i}\right)}
- 哈雷法（英语：Halley's method）：{\displaystyle x_{i+1}=x_{i}\left({\frac {x_{i}^{3}+2a}{2x_{i}^{3}+a}}\right)}

## 符号史
1220年意大利人斐波那契第一次使用{\displaystyle \operatorname {R} x}來表達立方根，{\displaystyle \operatorname {R} }源于拉丁文的首字母，意思为“根、方根”。
十七世紀初時，法國數學家笛卡兒（1596－1650）在他的著作幾何學中第一次使用不連續的「√」及「￣」表示根號，其中“√”为小写r的变形。到了18世纪中叶，数学家卢贝（Loubere）将前面的方根符号与线括号一笔写成，并将根指数写在根号的左上角，以表示高次方根（根指数为2时，省略不写）。从而，形成了我们现在所用的开方符号{\displaystyle {\sqrt {\color {white}x}}}。

## 外部連結
- 埃里克·韦斯坦因. . MathWorld.